# A Neverending Dream
Singles de Cascada
Truly Madly Deeply
(2006) Ready for Love
(2006)
A Neverending Dream est un single de l'album Everytime We Touch de Cascada. Ce single possède un vidéo clip. 

## Les singles
- Allemagne 12" maxi single

A-side
1. A Neverending Dream (Club mix)

B-side
1. A Neverending Dream (The Real Booty Babes remix)
2. A Neverending Dream (Deepforces remix)

- Royaume-Uni single

1. A Neverending Dream (Deepforces remix)
2. A Neverending Dream (Dancing DJs remix)
3. A Neverending Dream (Buzz Junkies remix)
4. A Neverending Dream (Digital Dog remix)
5. A Neverending Dream (Frisco remix)
6. A Neverending Dream (KB Project remix)
7. A Neverending Dream (Fugitive radio mix)
8. A Neverending Dream (Radio edit)

- Pays-Bas single

1. A Neverending Dream
2. Everytime We Touch (Yanou's Candlelight Mix)

## Classement des ventes
| Pays        | Meilleure position |
| ----------- | ------------------ |
| Allemagne   | 15                 |
| Finlande    | 5                  |
| Irlande     | 15                 |
| Pays-Bas    | 77                 |
| Royaume-Uni | 46                 |